# 五位山村
五位山村（ごいやまむら）は、かつて富山県西礪波郡にあった村。現在の高岡市のうち、旧福岡町北西端の五位山地区にあたる。
地名は藩政期の五位荘の山村が集まってつくるという意味である。

## 沿革
- 1889年（明治22年）4月1日 - 町村制の施行により、礪波郡淵ケ谷村、栃谷村、西明寺村及び沢川村の区域をもって、礪波郡五位山村が発足する。
- 1896年（明治29年）3月29日 - 郡制の施行のため、礪波郡が分割して、西礪波郡が発足により、西礪波郡に所属となる。
- 1954年（昭和29年）8月1日 - 西礪波郡福岡町、西五位村及び五位山村が合併して、改めて西礪波郡福岡町が発足する。
- 2005年（平成17年）11月1日 - 高岡市及び西礪波郡福岡町が合併して、改めて高岡市が発足する。

## 医療
- 医師：中村徳次郎[4]